# Sidi Makhlouf
Sidi Makhlouf è un comune dell'Algeria, situato nella provincia di Laghouat.